# Loricariichthys chanjoo
Loricariichthys chanjoo är en fiskart som först beskrevs av Fowler, 1940.  Loricariichthys chanjoo ingår i släktet Loricariichthys och familjen Loricariidae. Inga underarter finns listade i Catalogue of Life.